# Виндмер (Северна Дакота)
Виндмер (енгл. Wyndmere) град је у америчкој савезној држави Северна Дакота.

## Демографија
По попису из 2010. године број становника је 429, што је 104 (-19,5%) становника мање него 2000. године.
| Група             | 2000.       | 2010.       |
| Белци             | 520 (97,6%) | 395 (92,1%) |
| Афроамериканци    | 0 (0,0%)    | 0 (0,0%)    |
| Азијати           | 1 (0,2%)    | 1 (0,2%)    |
| Хиспаноамериканци | 7 (1,3%)    | 26 (6,1%)   |
| Укупно            | 533         | 429         |